# Ормея
Ормея или Армиё — озеро в муниципальном образовании «Себежское» (Глембочинская волость) Себежского района Псковской области, у границы с Белоруссией.
Озеро находится на территории Себежского национального парка.
Площадь — 2,0 км² (201,0 га). Максимальная глубина — 2,4 м, средняя глубина — 1,4 м. Площадь водосборного бассейна — 101,7 км².
Около озера расположены деревни Большое Крупово, Байдаково.
Проточное. Через канал Дегтярёвка (Дегтярёвскую канаву) соединяется с Освейским озером. Относится к бассейну реки Свольна, притока Дриссы, которая впадает в реку Западная Двина.
Тип озера плотвично-окуневый с лещом. Массовые виды рыб: щука, плотва, окунь, красноперка, линь, карась, густера, лещ, ерш, язь, угорь, вьюн. Длиннопалый рак обитает только в канале Дегтярёвке и его устьевых участках.
Для озера характерны: низкие берега, заболоченные луга, болото, илистое дно, сплавины; бывают заморы.